# عبدالحسین تژده
عبدالحسین تژده سیاست‌مدار ایرانی بود، که در دوره بیست و چهارم مجلس شورای ملی به عنوان نماینده ممسنی از استان فارس در مجلس شورای ملی حضور داشت.